# Mont McKeown
Pour les articles homonymes, voir McKeown.
 (avril 2020).
Le mont McKeown est une montagne en Antarctique culminant à 1 880 mètres au nord du glacier Embree, à 6 km au nord-est du mont Schmid et formant l'extrémité méridionale des hauteurs Sostra dans la partie nord du massif Sentinel, dans les monts Ellsworth.
Ce sommet est initialement cartographié par l'Institut d'études géologiques des États-Unis d'après des relevés de terrain et des photos aériennes de l'US Navy de 1957 à 1959. Il est nommé par le Comité de conseil américain pour les noms en Antarctique en l'honneur du premier lieutenant Donald F. McKeown de la United States Air Force qui a participé à l'établissement de la base antarctique Amundsen-Scott au pôle Sud en 1956-1957.